# Фреавару
Фреавару — персонаж англосаксонского эпоса «Беовульф», дочь короля данов Хродгара и Вальхтеов. Отец выдал её за короля хадобардов Ингельда, чтобы прекратить вражду между двумя народами (когда-то даны убили Фродо, отца Ингельда). Однако Беовульф предсказал Хигелаку, что король хадобардов начнёт войну против тестя.
В «Деяниях данов» Саксона Грамматика вместо Фреавару появляется безымянная дочь короля саксов Свертинга, а Фродо и Ингелд здесь — короли данов. Под давлением Старкада Ингелд разводится с женой и убивает её братьев.